# 弗雷德里克頓
弗雷德里克頓是加拿大新不伦瑞克省的首府，位處新不伦瑞克省的中西部，是该省第三大城市，也是該省文化和政治中心，面積有131.23平方公里。根據2011年的人口普查，該市有大概56,224人。新不伦瑞克大学和聖多默大學位于该城市。